# دریاچه تشکوکو
دریاچهٔ تشکوکو (به اسپانیایی: Lago de Texcoco) یک دریاچه طبیعی در آنائواک یا دره مکزیک بوده است. شهر تنوچتیتلان که آزتک‌ها بنا نموده‌ بودند در جزیره‌ای در این دریاچه قرار داشته است. پس از فتح امپراتوری آزتک توسط اسپانیا، کنترل سیلاب‌ها از سوی اسپانیایی‌ها سبب خشکیدن دریاچه گردید. شهر مکزیکوی کنونی، پایتخت مکزیک، امروزه تقریباً ورودی حوضچهٔ قدیم این دریاچه را پوشانده است.